# 6086 Vrchlický
A 6086 Vrchlický (ideiglenes jelöléssel (6086) 1987 VU) a Naprendszer kisbolygóövében található aszteroida. Zdenka Vávrová fedezte fel 1987. november 15-én.